# Vulcaniella extremella
Vulcaniella extremella — вид лускокрилих комах родини розкішних вузькокрилих молей (Cosmopterigidae).

## Поширення
Вид поширений у Південній, Центральній та Східній Європі. Присутній у фауні України.

## Опис
Розмах крил 8—11 мм. Передні крила темно-коричневі із золотистими лусочками та 6 білими плямами.

## Спосіб життя
Метелики літають від середини травня до середини вересня. Личинки живляться листям шавлії австрійської, шавлії гайової та шавлії лучної, мінуючи його.